# Anchui
Anchui (kinesiska: 安陲乡, 安陲) är en socken i Kina. Den ligger i den autonoma regionen Guangxi, i den södra delen av landet, omkring 300 kilometer norr om regionhuvudstaden Nanning. Antalet invånare är 16601. Befolkningen består av 7 735 kvinnor och 8 866 män. Barn under 15 år utgör 21,0 %, vuxna 15-64 år 66 %, och äldre över 65 år 11,0 %.
Genomsnittlig årsnederbörd är 2 212 millimeter. Den regnigaste månaden är juni, med i genomsnitt 476 mm nederbörd, och den torraste är januari, med 67 mm nederbörd.